# Insert (teclado)
Na maioria dos teclados de computador, encontra-se a tecla INS ou INSERT. 
Esta tecla se situa, em geral, acima das setas de direção, ao lado da tecla <DEL>. 
Sua principal utilização é alternar entre dois modos de entrada do texto : inserir e substituir o texto.

## Modo «inserir»
Por padrão, o Windows utiliza o modo "inserir" para a entrada do texto. Veja no que consiste: 
No modo Inserir, os caracteres digitados são inseridos no lugar do cursor. 
Exemplo (o símbolo | indica o cursor):
```
um ca|melo
```

Digitando as letras 'R' e 'A' ficará assim:
```
um cara|melo
```

## Modo «substituir»
Mas existe outro modo: o modo « Substituir » (ou modo redigitar). 
Neste modo, cada caractere novo escrito, substitui um caractere existente; aquele localizado do lado direito do cursor. 
Exemplo (o símbolo | indica o cursor) :
```
um ca|melo 
```

Digitando a letra 'B' ficará assim:
```
um ca|belo
```